# Chuck Garric
Chuck Garric es un bajista estadounidense, popular por su trabajo con las bandas Turd, The Druts, Ted Nugent, Cheap Trick, Alice Cooper, L.A. Guns, Dio, y Eric Singer Project (ESP). En la actualidad es el bajista de gira de Alice Cooper.
Con L.A. Guns realizó algunas giras en la época en que Jizzy Pearl era el cantante de la agrupación, reemplazando al bajista Stefan Adika, abandonando la banda cuando se gestó la reunión de músicos originales de la misma.
Chuck Garric salió de gira con Dio entre 1999 y 2000 en soporte del álbum Magica. También coescribió la canción "Death By Love", del álbum Master of the Moon de Dio.
Chuck ha sido parte de la banda de Alice Cooper desde el 2002. Ha tocado el bajo en los álbumes The Eyes of Alice Cooper, Dirty Diamonds y Along Came a Spider, coescribiendo dos canciones para este último disco.